# Tephrocybe striipilea
Tephrocybe striipilea är en svampart som först beskrevs av Elias Fries, och fick sitt nu gällande namn av Donk 1962. Tephrocybe striipilea ingår i släktet Tephrocybe och familjen Lyophyllaceae.   Inga underarter finns listade i Catalogue of Life.